# Dubreuil
Dubreuil är en ort i Mauritius.   Den ligger i distriktet Moka, i den sydvästra delen av landet, 19 km sydost om huvudstaden Port Louis. Dubreuil ligger 389 meter över havet och antalet invånare är 2 726. Den ligger på ön Mauritius.
Terrängen runt Dubreuil är kuperad söderut, men norrut är den platt. Terrängen runt Dubreuil sluttar österut. Runt Dubreuil är det ganska tätbefolkat, med 104 invånare per kvadratkilometer. Närmaste större samhälle är Port Louis, 18,6 km nordväst om Dubreuil. I omgivningarna runt Dubreuil växer i huvudsak städsegrön lövskog.